# Кірсановська сільська рада
Кірса́новська сільська рада (рос. Кирсановский сельский совет) — сільське поселення у складі Тоцького району Оренбурзької області Росії.
Адміністративний центр та єдиний населений пункт — село Кірсановка.

## Населення
Населення — 1365 осіб (2019; 1361 в 2010, 1517 у 2002).